# An Bình, Thuận Thành
An Bình là một phường thuộc thị xã Thuận Thành, tỉnh Bắc Ninh, Việt Nam.

## Địa lý
Phường An Bình nằm ở phía đông thị xã Thuận Thành, có vị trí địa lý:
- Phía đông giáp xã Mão Điền và huyện Gia Bình
- Phía tây giáp phường Hồ
- Phía nam giáp phường Trạm Lộ
- Phía bắc giáp xã Mão Điền và xã Hoài Thượng.

Phường có diện tích 7,96 km², dân số năm 2022 là 13.343 người, mật độ dân số đạt 1.676 người/km².

## Hành chính
Phường An Bình gồm có 6 khu dân cư: Ngo Chợ, Ngo Đường, Ngo Giữa, Yên Ngô, Thường Vũ, Nghi Khúc.

## Lịch sử
Phường An Bình có tên cổ là làng Ngo, xưa nằm trên bình độ hơi cao hình con rồng nên được sách cổ ghi chép là Long Ngô Động. Thời Hùng Vương làng thuộc bộ Vũ Ninh, đến thời Bắc thuộc thì thuộc huyện Gia Định (sau đổi là Gia Bình). Sau khởi nghĩa Lam Sơn thì tên làng đổi từ Long Ngô thành Bình Ngô. Thời Lê Thánh Tông, Bình Ngô là một xã thuộc huyện Gia Bình, phủ Thuận An, trấn Kinh Bắc. Khoảng giữa thế kỷ 16, xã Bình Ngô được chia thành ba xã: Bình Ngô, Yên Ngô và Thường Vũ. Đến thời Nguyễn, trấn Kinh Bắc đổi thành tỉnh Bắc Ninh, phủ Thuận An đổi thành phủ Thuận Thành nên ba xã Bình Ngô, Yên Ngô và Thường Vũ thuộc tổng Bình Ngô, huyện Gia Bình, phủ Thuận Thành, tỉnh Bắc Ninh.
Năm 1946, chính quyền nhập ba xã Bình Ngô, Yên Ngô, Thường Vũ với xã Nghi Khúc (tên Nôm là làng Bưởi Cuốc) thành xã An Bình thuộc huyện Gia Bình, các xã cũ trở thành thôn thuộc xã An Bình. Ngày 1 tháng 8 năm 1980, xã An Bình chuyển sang trực thuộc huyện Thuận Thành theo Quyết định số 237-CP của Hội đồng Chính phủ.
Ngày 13 tháng 2 năm 2023, Ủy ban Thường vụ Quốc hội ban hành Nghị quyết số 723/NQ-UBTVQH15 (nghị quyết có hiệu lực từ ngày 10 tháng 4 năm 2023). Theo đó, thành lập thị xã Thuận Thành và thành lập phường An Bình thuộc thị xã Thuận Thành trên cơ sở toàn bộ 7,96 km² diện tích tự nhiên, 13.343 người của xã An Bình.

## Di tích
- Đền Bình Ngô